# Liebeszauber (Ludwig Tieck)
Liebeszauber ist eine Erzählung des Romantikers Ludwig Tieck. Sie entstand 1811 und erschien 1812 in seiner Sammlung Phantasus.

## Inhalt
Der melancholische Emil streitet oft mit seinem lebenshungrigen Freund Roderich. Er will ihm seine Liebe zum Nachbarsmädchen gestehen, dieser will ihn aber zu einem Karnevalsball schleifen. Vor der Kirche belauscht er im Dunkeln den Auftrag an eine alte Frau, die etwas an zwei Männer verkauft. Die zwei Männer fragen nach der Wirkung von diesem "Liebeszauber."  Er beobachtet daheim durchs Fenster die Nachbarin, deren Gegenliebe er nicht ahnt, und sieht statt deren Pflegekind eine hässliche Alte bei ihr. Er beobachtet, wie die alte Frau das Kind umbringt, und fällt in Ohnmacht, als "ein grün funkelndes Auge" seinen Blick trifft.
Bei ihrer Hochzeit wenige Monate nach seinem Fieber ist Emil sehr ernst. Um ihn aufzuheitern, zeigt ihm Roderich ein zweites, armes Brautpaar. Emil beschenkt sie. Er wundert sich über eine hässliche Alte im Personal seiner Braut. Roderich will die Braut in ihrem Zimmer in einem Hexenkostüm erschrecken, das er gebraucht gekauft hat. Emil ersticht sie mit Roderichs Messer und stürzt sich mit der Hexe von der Galerie zu Tode.

## Rezeption
Die Erzählung ist erwähnt im vierten Band der Serapionsbrüder von E.T.A. Hoffmann: „[die] schauderhafte Erzählung unseres herrlichen Tieck“.